# Auguste-Henry Berthoud
Pour les articles homonymes, voir Berthoud (homonymie).
Auguste-Henry Berthoud, né à Paris le 20 avril 1829, et mort à Neuchâtel le 13 mars 1887, est un artiste peintre suisse.

## Biographie
Élève d'Ary Scheffer et d'Eugène Lepoittevin aux Beaux-Arts de Paris, il devient l'ami intime et l'élève de Camille Corot. Installé à Barbizon avec Théodore Rousseau, Charles-François Daubigny, Narcisse Díaz de la Peña et Constant Troyon, il participe aux Salons dès 1852 et s'établit cette année-là à Lausanne où Corot le rejoint parfois. On lui doit essentiellement des paysages alpestres.

## Œuvres
- Vue du Mont Blanc

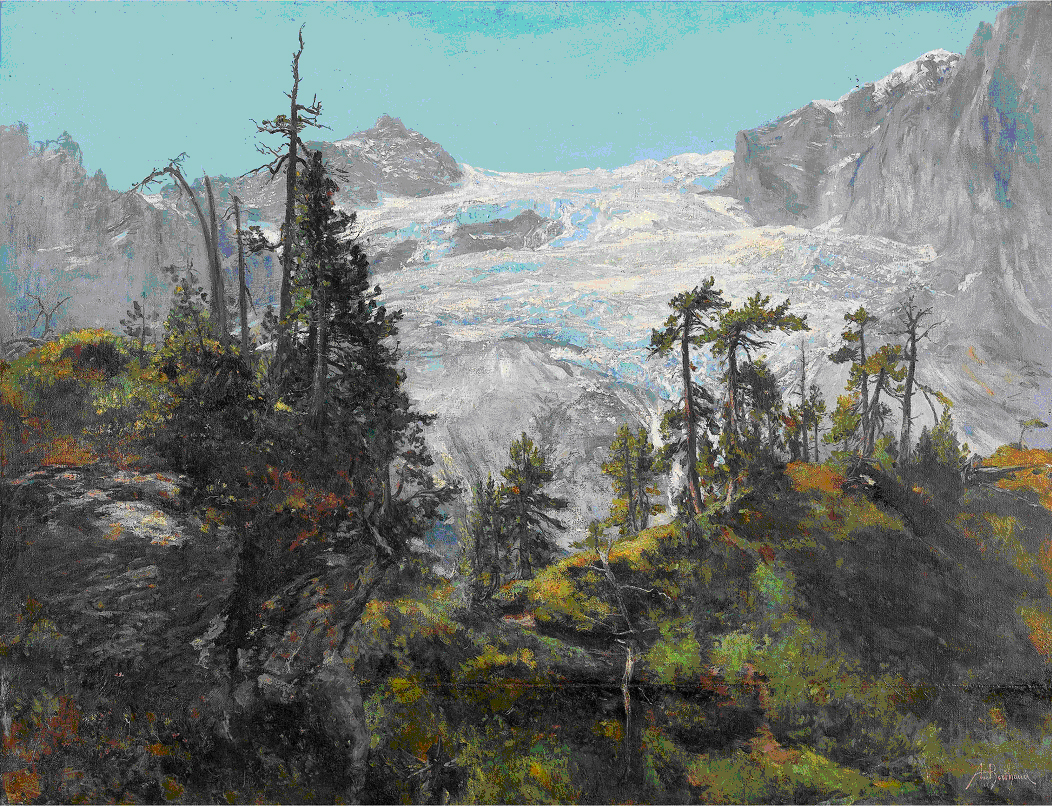
Le Glacier de Rosenlui peint en 1855 par Auguste-Henry Berthoud

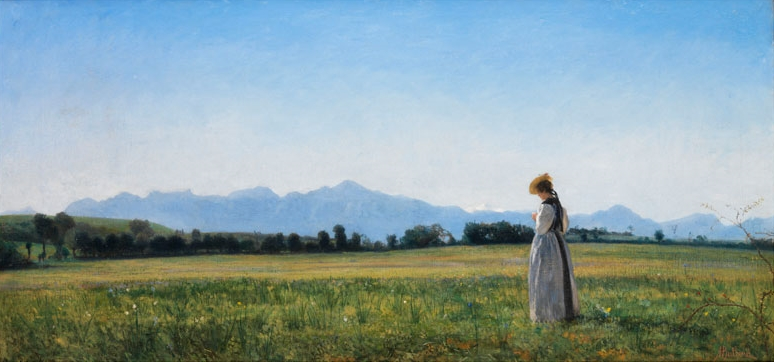
Paysage avec jeune fille, localisation inconnue.

- À Honfleur, avant le lever du soleil, 1855
- Vue des environs de Neuchâtel
- Le Glacier de Rosenlaui
- Allée de peupliers
- Vue sur le lac de Neuchâtel depuis Hauterive, 1881
- Bois de Cery, 1887
- Les élèves
- Pins maritimes des montagnes napolitaines